# Kaisani Uhatahi
Kaisani Uhatahi (29 novembre 1978) è un ex calciatore tongano, di ruolo attaccante.

## Carriera

### Nazionale
Conta 4 presenze con la maglia della Nazionale tongana.